# 蜀榆
蜀榆（学名：Ulmus bergmanniana var. lasiophylla）为榆科榆属下的一个变种。

## 扩展阅读
- 維基物種上的相關：蜀榆